# María Pérezová
María Pérezová Díazová (* 1. dubna 1989 Carolina) je portorická zápasnice–judistka.

## Sportovní kariéra
S judem začínala na sportovní škole Germána Rieckehoffa v 9 letech v rodné Carolině pod vedením Josého Garcíi a Ángela Otera. V portorické ženské reprezentaci se pohybovala od roku 2005 v polostřední váze do 63 kg a od roku 2010 startuje ve střední váze do 70 kg. V roce 2008 a 2012 se na olympijské hry nekvalifikovala. V roce 2014 přerušilo na rok její sportovní kariéru vážné zranění kolene. Po návratu v roce 2015 začala spolupracovat s trenéry Hiromi Tomitou a Jonathanem Medranem. V roce 2016 vybojovala panamerickou kontinentální kvótu pro účast na olympijských hrách v Riu, kde nestačila ve druhém kole na pozdější finalistku Yuri Alvearovou z Kolumbie. V roce 2017 vybojovala pro Portoriko teprve druhou medaili z mistrovství světa po 31 letech.

## Výsledky
| Olympijské hry          |     |    |     | — |   |     |    | —  |     |    |     | úč. |    |    |  |  |  |  |  |  |  |  |  |
| Mistrovství světa       | —   |    | úč. |   | — | —   | —  |    | úč. | —  | úč. |     | 2. |    |  |  |  |  |  |  |  |  |  |
| Panamerické hry         |     |    | úč. |   |   |     | 3. |    |     |    | —   |     |    |    |  |  |  |  |  |  |  |  |  |
| Panamerické mistrovství | 7.  | 5. | 5.  | — | — | úč. | 5. | 5. | 7.  | 3. | —   | 3.  | —  | 5. |  |  |  |  |  |  |  |  |  |
| MS juniorů              | úč. |    | úč. |   |   |     |    |    |     |    |     |     |    |    |  |  |  |  |  |  |  |  |  |